# カスタニェート・カルドゥッチ
カスタニェート・カルドゥッチ(伊: Castagneto Carducci)は、イタリア共和国トスカーナ州リヴォルノ県にある、人口約8,700人の基礎自治体（コムーネ）。

## 地理

### 位置・広がり

#### 隣接コムーネ
北をビッボーナ、東をピサ県（モンテヴェルディ・マリッティモ）、南東をサッセッタ、南をスヴェレートおよびサン・ヴィンチェンツォと接する。西はティレニア海に面する。

### 気候分類・地震分類
カスタニェート・カルドゥッチにおけるイタリアの気候分類 (it) および度日は、zona D, 1432 GGである。
また、イタリアの地震リスク階級 (it) では、zona 3 (sismicità bassa) に分類される。

## 自然・環境
砂丘によって海から隔てられた湿地 Palude di Bolgheri は、ラムサール条約の定める「国際的に重要な湿地」に登録されている。イタリアのラムサール条約登録地一覧も参照。

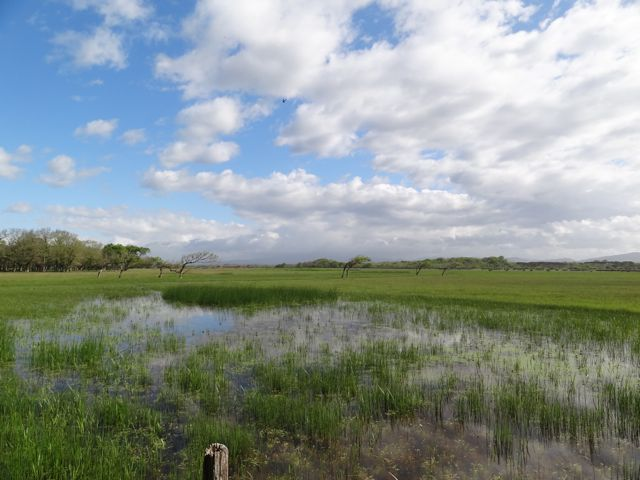